# Лисица (сазвежђе)
Лисица (лат. Vulpecula) је једно од 88 савремених сазвежђа. Дефинисао ју је у простору у коме нема сјајних звезда у средини Летњег троугла пољски астроном Јоханес Хевелије у 17. веку. Првобитно ју је назвао Vulpecula et Anser („Вучица са гуском“, в. слику лево), затим су Вучица и Гуска раздвојене у два посебна сазвежђа Vulpecula и Anser, да би на крају биле поново спојене у једно сазвежђе, под именом само „Вучица“, а алфа Вучице је названа Ансер.

## Звезде
У Вучици нема звезда сјајнијих од четврте магнитуде. Најсјајнија је алфа Вучице (Ансер), магнитуде 4,44. У питању је оптичка бинарна звезда, сјајнија компонента је црвени џин удаљен око 300 светлосних година од Сунца.
У Вучици је 1967. године откривен први пулсар — PSR B1919+21.

## Објекти дубоког неба
У Вучици се налази планетарна маглина М27, прва мланетарна маглина која је откривена. Налази се на око 1360 светлосних година од Земље, а у њеном средишту се налази највећи познати бели патуљак.
Близу границе Вучице са сазвежђем Стрела налази се Ал Суфијев кластер, Брочијев кластер или Колиндер 399 (Cr 399). У питању је група звезда коју је као кластер открио персијски астроном Ал Суфи у 10. веку. Десет најсјајнијих звезда формира астеризам „Чивилук“ који се може видети двогледом, док при посматрању голим оком Ал Суфијев кластер изгледа као светла мрља.